# Elisabeth Leist
Elisabeth Leist (* 11. Dezember 1917 in Zweibrücken; † 18. Mai 2001 in Karlsruhe) war eine deutsche Säuglingsschwester, Oberin der Universitäts-Kinderklinik in Heidelberg sowie Oberin der Badischen Schwesternschaft vom Roten Kreuz, Archivarin und Pflegehistorikerin.

## Leben
Elisabeth Leist wurde als Tochter des Bezirksschulrates Franz Leist und seiner Ehefrau Magdalena geboren. Sie besuchte in ihrer Heimatstadt die Grundschule, das Städtische Mädchenlyzeum bis zur Mittleren Reife 1933 sowie die Frauenarbeitsschule. Zum 1. Oktober 1936 erhielt sie einen Ausbildungsplatz als Säuglings- und Kleinkinderschwester an der Schule der Universitätskinderklinik in Heidelberg, die zum Zeitpunkt ihrer Bewerbung noch unter der ärztlichen Leitung von Ernst Moro stand. 1938 erhielt sie die Staatliche Anerkennung als Säuglings- und Kleinkinderschwester der Badischen Landesregierung. Von 1939 bis Januar 1945 arbeitete sie als Stationsschwester in der Universitäts-Kinderklinik. 1942 trat Elisabeth Leist in die „Badische Schwesternschaft vom Roten Kreuz (Luisenschwestern)“ ein, die von Oberin Anna Odenwald geleitet wurde. Nach der Ausbildung zur Krankenschwester 1946 in Mannheim zog sie sich auf einer Infektionsstation eine Berufskrankheit zu. Deshalb wurde sie nach Karlsruhe in das Mutterhaus zurückgerufen, wo sie als zweite Unterrichtsschwester an der Krankenpflegeschule ihres Verbandes arbeitete. Es folgte eine Qualifizierungsmaßnahme für leitende Aufgaben in der Pflege in der Werner-Schule vom Deutschen Roten Kreuz in Göttingen.
Im März 1952 wurde Elisabeth Leist Leitende Oberin der Universitäts-Kinderklinik in Heidelberg. In ihrer Amtszeit erfolgte der Neubau der Kinderklinik im Neuenheimer Feld. Am 1. Oktober 1976 wurde ihr die Nachfolge von Anna Odenwald als Oberin der Badischen Schwesternschaft vom Roten Kreuz in Karlsruhe übertragen. Im September 1989 trat Elisabeth Leist in den Ruhestand. Sie widmete sich dem Archiv des Karlsruher Mutterhauses und fasste die hinterlassenen Bilder und Dokumente in einem geordneten Archiv zusammen. Die bedeutendsten Stücke daraus präsentierte sie in Karlsruhe in einer Exposition, die anlässlich der 140-Jahr-Feier der Schwesternschaft im November 2000 eröffnet wurde. Die Bedeutung ihrer archivalischen und musealen Bearbeitung des historischen Erbes der ältesten Rotkreuzschwesternschaft schlug sich in der wissenschaftlichen Nutzung in einer Dissertation über Mathilde von Horn sowie in einem Fotoband nieder, der 2002 erschien. Elisabeth Leist arbeitete ehrenamtlich im Fachausschuss der Kinderkrankenschwestern in der Deutschen Gesellschaft für Sozialpädiatrie als erste Schriftführerin. Elisabeth Leist verstarb nach einem Schlaganfall.

## Ehrung
- Verleihung des Bundesverdienstkreuzes am Bande im August 1989